# Taragudo
Taragudo es un municipio y localidad española de la provincia de Guadalajara, en la comunidad autónoma de Castilla-La Mancha. El término municipal tiene una población de 48 habitantes (INE 2024).

## Geografía
Ubicación
La localidad está situada a una altitud de 770 m sobre el nivel del mar. El término municipal limita con los de Alarilla, Espinosa de Henares, Hita y Torre del Burgo.
| Noroeste: Alarilla | Norte: Espinosa de Henares | Noreste: Hita |
| Oeste: Alarilla    |                            | Este: Hita    |
| Suroeste: Alarilla | Sur: Torre del Burgo       | Sureste: Hita |

## Historia
Hacia mediados del siglo XIX, la villa tenía contabilizada una población de 156 habitantes. Aparece descrita en el decimocuarto volumen del Diccionario geográfico-estadístico-histórico de España y sus posesiones de Ultramar de Pascual Madoz de la siguiente manera:

TARAGUDO: v. con ayunt. en la prov. de Guadalajara (4 leg.), part. jud. de Brihuega (4), aud. terr. de Madrid (14), c. g. de Castilla la Nueva, dióc. de Toledo (24). sit. en llano al pie de unos pequeños cerros que le dominan por el N.: tiene 34 casas; la consistorial, que sirve de cárcel, y escuela de instruccion primaria, á la que concurren 7 alumnos; un pozo de buenas aguas, que provee á las necesidades del vecindario; una igl. parr. (San Miguel Arcángel), servida por un cura y un sacristan. térm.: confina con los de Alarilla, Humanes, Torre del Vulgo é Ita: dentro de él se encuentran 2 fuentes y algunos cortos trozos de paseo con arbolado. El terreno que participa dü quebrado y llano, es de buena calidad; comprende un monte chaparral. camimos: los locales, y los de carruage que conducen á Guadalajara y Soria. correo: se recibe y despacha en la estafeta de Ita: prod.: trigo, vino, aceite, cebada, centeno, algunas legumbres, leñas de combustible y yerbas de pasto, con las que se mantiene ganado lanar y mular: hay caza de perdices y liebres: ind.: la agrícola y un molino aceitero. pobl.: 26 vec., 156 almas. cap. prod.: 1.336,600 rs. imp.: 40,100. contr.: 3,205.
(Madoz, 1849, pp. 590-591)

## Demografía
Taragudo cuenta con una población de 48 habitantes (INE 2024).
| Gráfica de evolución demográfica de Taragudo entre 1842 y 2021                                                      |
| |
| Población de derecho según los censos de población del INE Población de hecho según los censos de población del INE |

| Nacionalidad | Hombres | Mujeres | Total | %      | Proporción |
| ------------ | ------- | ------- | ----- | ------ | ---------- |
| Española     | 16      | 7       | 23    | 53.4 % |            |
| Extranjera   | 11      | 9       | 20    | 46.5 % |            |

Migración
| País     | Hombres | Mujeres | Total | %      | Proporción |
| -------- | ------- | ------- | ----- | ------ | ---------- |
| Bulgaria | 6       | 6       | 12    | 60.0 % |            |
| Rumania  | 2       | 3       | 5     | 25.0 % |            |
| Portugal | 3       | 0       | 3     | 15.0 % |            |